# يورغن ماركوسين
يورغن ماركوسين (بالدنماركية: Jørgen Marcussen)‏ مواليد 15 مايو 1950 في الدنمارك، هو دراج دانمركي سابق. سبق أن شارك في دورة الألعاب الأولمبية الصيفية.

## سجل النتائج

### سباقات أو مراحل فاز بها
- طواف إيطاليا

## روابط خارجية
- يورغن ماركوسين على موقع أرشيف الدراجات (الإنجليزية)
- يورغن ماركوسين على موقع إحصائيات الدراجات الإحترافية (الإنجليزية)
- يورغن ماركوسين على موقع CycleBase (الإنجليزية)
- يورغن ماركوسين على موقع أوليمبيديا (الإنجليزية)